# Van Abbe Collectie
De Van Abbe Collectie is een kunstverzameling van beeldende kunst, die langzamerhand uitbreidde en in 1936 zijn onderkomen vond in het Van Abbemuseum te Eindhoven.

"De collectie is de kurk waarop het museum drijft"
— Eddy de Wilde

## Situering

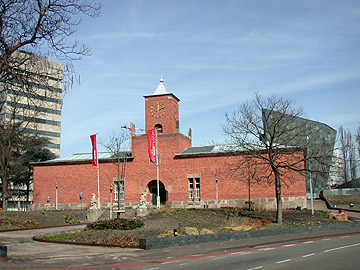
Eindhoven: Van Abbemuseum

Sigarenfabrikant en kunstverzamelaar Henri van Abbe bezat in de jaren dertig van de 20e eeuw een beperkte verzameling kunstwerken van Brabantse kunstschilders. Daarna verruimde hij zijn collectie met eigentijdse kunst uit België en Frankrijk. Van Abbe was geboeid door atelierbezoeken en het persoonlijk contact met kunstenaars.
In 1936 liet de ondernemer op zijn kosten een museum bouwen te Eindhoven en gaf daartoe opdracht aan architect A.J. Kropholler. Daarbij schonk hij 26 schilderijen van Nederlandse kunstenaars aan het museum. Tegelijkertijd kocht de Eindhovense gemeenteraad nog eens veertien werken van zijn verzameling.
Het was de start van een aanzienlijke kunstverzameling van tot op heden een paar duizend werken omvattende de periode van 1900 tot op heden met goed samengestelde gehelen. Belangrijke elementen zijn: kubisme, De Stijl, het constructivisme, de omvangrijke El Lissitzky-verzameling, expressionisme, Nederlandse figuratieve kunst van het interbellum, Cobra, École de Paris, Zero, neoconstructivisme, materieschilderkunst, minimal art, conceptual art, Duitse schilderkunst uit de jaren 70 en 80 en meer recent samengestelde gehelen van eigentijdse sculptuur, installaties en videokunst. De collectie is gefocust op de integratie van Nederlandse kunst in een internationale context.